# Grangea grangeoides
Grangea grangeoides, vrsta glavočika smještena nekada u vlastiti tribus Akeassia. Jedini je predstavnik G. grangeoides iz zapadne tropske Afrike.
Rod Akeassia i vrsta opisani su 1993.

## Sinonimi
- Akeassia grangeoides J.-P.Lebrun & Stork